# Associação Zimbabuana de Voleibol
A Associação Zimbabuana de Voleibol  (em inglêsːZimbabwe Volleyball Association,ZVA) é  uma organização fundada em 1982 que governa a pratica de voleibol em Zimbábue, sendo membro da Federação Internacional de Voleibol e da Confederação Africana de Voleibol, a entidade é responsável por  organizar  os campeonatos nacionais de  voleibol masculino e feminino no país.